# Wohn- und Wirtschaftsgebäude Klenkendorf 8

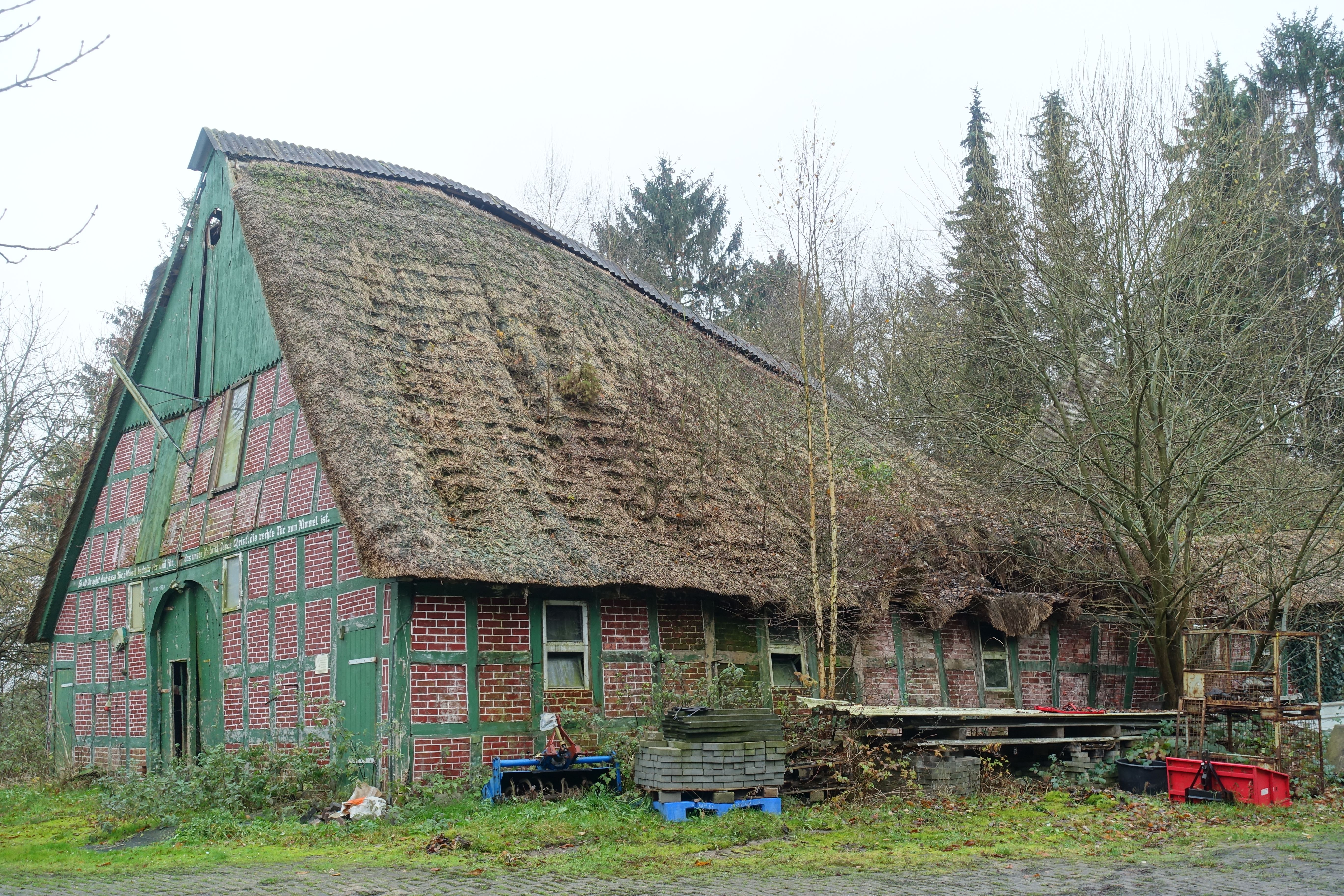
Nordost- und Nordwestfassade (2022)

Das Wohn- und Wirtschaftsgebäude Klenkendorf 8 in der niedersächsischen Gemeinde Gnarrenburg, Ortsteil Klenkendorf, wurde im 19. Jahrhundert gebaut. Aktuell (2025) wird es zum Wohnen und gewerblich  genutzt.
Das Gebäude steht unter Denkmalschutz (siehe auch Liste der Baudenkmale in Gnarrenburg).

## Geschichte und Beschreibung
Klenkendorf wurde als Moorkolonie 1823 durch Jürgen Findorff (dem Neffen des Moorkommissars Jürgen Christian Findorff) gegründet. Es liegt sechs Kilometer nordöstlich des Kernortes Gnarrenburg und gehört zum Landkreis Rotenburg (Wümme). Zur Findorffsiedlung Klenkendorf gehörten 28 Siedlungsstellen südlich des Oste-Hamme-Kanals und mit diesem Haus acht erhaltene denkmalgeschützte Wohn- und Wirtschaftsgebäude (Nr. 5, 8, 15, 16, 21, 22, 24 und 26).  
Das eingeschossige traufständige Gebäude als Zweiständer-Hallenhaus in Fachwerk mit Steinausfachungen, reetgedecktem Satteldach, Uhlenloch, Ladeluke, senkrechter Verbretterung in den oberen Giebeldreiecken und Grooter Door mit Rundbogen, wurde 1829 (Inschrift) an einem Stichweg gebaut. Im Inneren ist das Haus teilweise im ursprünglichen Zustand.
Das Landesdenkmalamt befand u. a.: „… siedlungsgeschichtlichen Bedeutung, als Teil der Kulturlandschaft der Findorffschen Moorsiedlungen ….“